# Генерал Добрево
Генерал Добрево е бивше село в североизточна България, област Разград. Старото му име е било Хаджи факлар. През 1959 г. село Генерал Добрево се присъединява към село Тертер с Указ № 582/обн. 29 декември 1959 г. и е заличено като самостоятелно селище.